# Stielers Handatlas

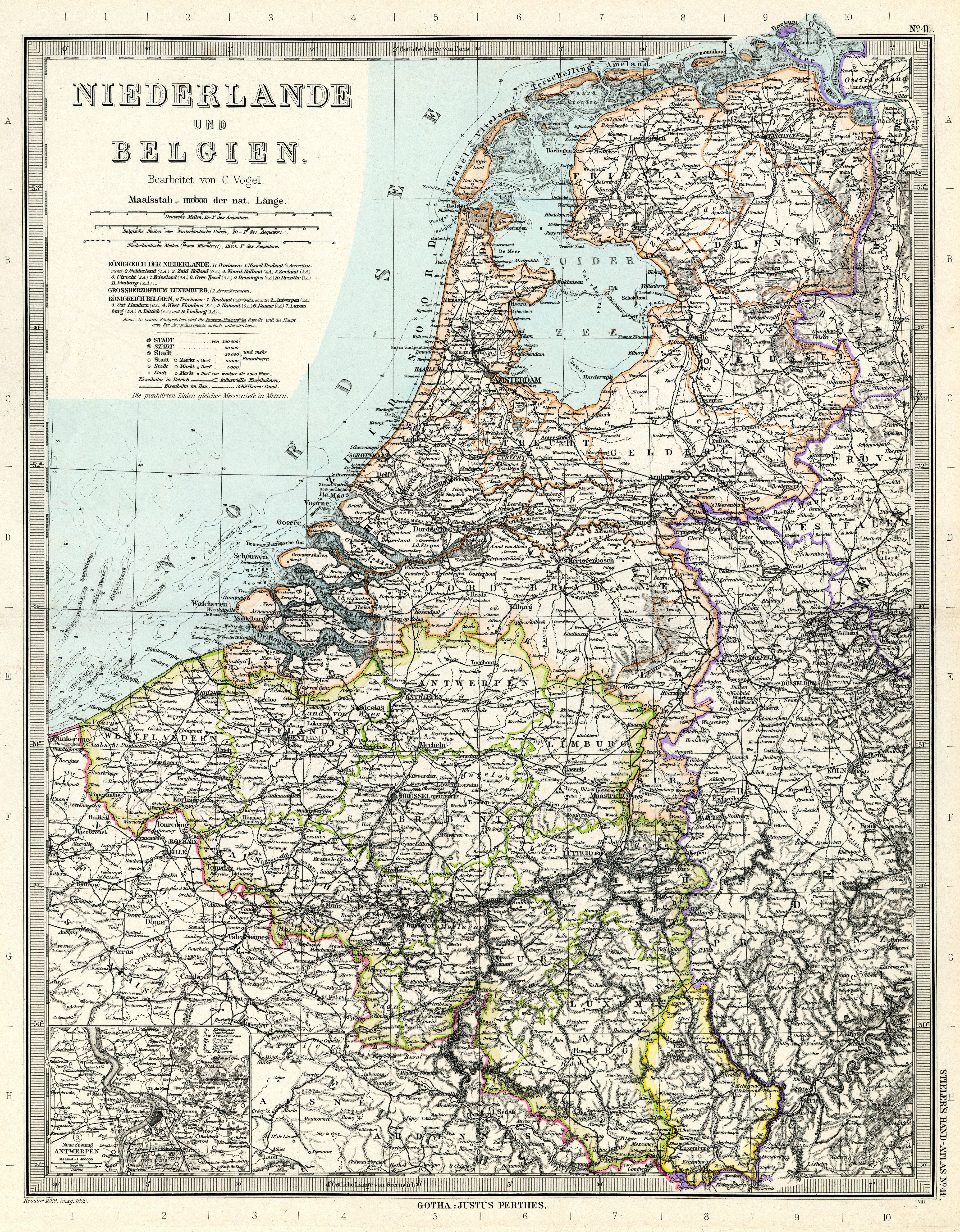
Nederland en België in Stieler's Handatlas 1891.

Stielers Handatlas (genoemd naar Adolf Stieler, 1775-1836, die de eerste druk verzorgde, ondertitel van de eerste tot en met de achtste druk Hand-Atlas über alle Theile der Erde und über das Weltgebäude) was de belangrijkste Duitse wereldatlas van de laatste drie decennia van de 19de en de eerste helft van de 20ste eeuw. De atlas werd uitgebracht door Uitgeverij Justus Perthes in Gotha (opgericht in 1785, in 1993 overgenomen in de Ernst Klett-Verlag en in 2016 beëindigd) en verscheen in tien edities van 1817 tot 1945. Zoals vele publicaties uit die tijd zijn alle edities verschenen in afleveringen. Zo verscheen bijvoorbeeld de achtste druk in 32 maandelijkse afleveringen van 1888-91. Eenmaal compleet, verschenen dan vrijwel jaarlijks geactualiseerde herdrukken van de atlas, zelfs als inmiddels een begin was gemaakt met een nieuwe editie. 
De eerste editie, door Stieler en Christian Gottlieb Reichard (1758-1837) begon in 1817 te verschijnen en werd voltooid in 1823 met 50 kaarten. Na de dood van Stieler bewerkte Friedrich von Stülpnagel (1786-1865) de tweede (1845-47) en derde (1852-54) druk (beide 83 kaarten); de vierde editie verscheen van 1862-64, en de vijfde van 1866-68 (elk met 84 kaarten). 
Het was echter pas in de zesde druk (1871-75, 90 kaarten) onder redactie van August Petermann (1822-78), Hermann Berghaus (1828-1890) en Carl Vogel (1828-1897), dat het werk het hoge wetenschappelijk niveau bereikte waardoor de atlas beroemd werd. Een zevende editie verscheen van 1879-82; een achtste van 1888-91 (beide met  95 kaarten) onder redactie van Hermann Berghaus, Vogel en Hermann Habenicht (1844-1917).  
Hoewel de grafische industrie al was overgestapt op lithografie werden de kaarten in Stielers Handatlas nog in koperdruk vervaardigd en met de hand ingekleurd. De negende editie (1901-05), onder redactie van Habenicht, telde 100 kaarten, het dubbele aantal van de eerste editie, en was de eerste Stieler die in lithografie werd gemaakt en gedrukt werd op de snelpers. Daardoor kon de prijs worden gehalveerd en werd de atlas betaalbaar voor een breed publiek. Prof. dr. Hermann Haack (1872-1966) verzorgde de tiende editie (de zogenaamde "Hundertjahr-Ausgabe"), in afleveringen verschenen van 1920-25 (herdrukt tot 1945) met 108 kaarten, met een index die 320.000 namen telde en daarmee de meest uitgebreide wereldatlas van de moderne tijd was. 
Engelse versies van de negende en de tiende editie verschenen als Stieler's Atlas of Modern Geography, en edities met soortgelijke titels werden ook uitgegeven in het Frans, Italiaans, Nederlands, Oostenrijks, Spaans, Zweeds en in de Verenigde Staten. Een internationale uitgave (1934-1940) bleef met 84 van de geplande 114 kaarten door de Tweede Wereldoorlog onvoltooid.